# Protem
Protem è un centro abitato sudafricano situato nella municipalità distrettuale di Overberg nella provincia del Capo Occidentale.
Il nome è un'abbreviazione dell'espressione latina Pro tempore.

## Geografia fisica
Il piccolo centro sorge a circa 30 chilometri a nord di Bredasdorp e a circa 40 chilometri a sud-ovest di Swellendam.